# David Rogers
David Rogers é um diretor, produtor e editor estadunidense, mais conhecido por trabalhar em NewsRadio, Entourage, The Office e Space Force. Em 2007, recebeu o Primetime Emmy Award de Melhor Edição de Imagens com Câmera Única para Série de Comédia por seu trabalho no último episódio da terceira temporada de The Office, "The Job", que ele compartilhou com Dean Holland, e outro Emmy pelo final da série, "Finale", que ele compartilhou com Claire Scanlon.

## Biografia
Rogers começou sua carreira como editor assistente em uma variedade de sitcoms em meados da década de 1990 e na década de 2000. Esses programas incluíram The Single Guy, Seinfeld, Oh, Grow Up e NewsRadio. Ele trabalhou pela primeira vez como editor sênior no episódio de Seinfeld "The Clip Show" em 1998. Desde então, editou comédias como NewsRadio, The O'Keefes, The Comeback e Entourage. Desde 2005, editou mais de quarenta episódios de The Office. No início da sexta temporada, Rogers tornou-se produtor associado. Ele alcançou o posto de coprodutor a partir da sétima temporada.